# كلاسيريس
| |  |  |
| الرسم بعد زخرفة الجدار من الأسرة المصرية الثامنة عشر تظهر نفرتاري (1292-1225 قبل الميلاد) ، الزوجة المفضلة للملك رمسيس الثاني ، وهي ترتدي الكلاسيريس المطوي والتاج الفخم ؛ في الجزء السفلي يتكون من "غطاء رأس النسر" ، وهو ثوب الملكة التقليدي ، الذي كان يربط مرتديها بالإلهة نخبيت (في مصر العليا) ، ولاحقًا موط ، للتأكيد على دور الأم. فقط الكهنة وأفراد العائلة المالكة كانوا يرتدون الصنادل المصنوعة من البردي. مشى آخرون حفاة، وجدارية نقية للملك أمنحتب الأول من الأسرة الثامنة عشر. يرتدي أمنحتب مئزرًا برداء كلاسيريس شفاف للرجال ، وعباءة مربوطة بالصدر ، وشعر مستعار بشريط حماية من الصل ، وزخرفة غنية. يحمل في يديه عنخ ، رمز مصري قديم للحياة ، و عصا الراعي والمذبة الاحتفالية ، منمنمة ، على شكل خطاف. |  |  |

كان كلاسيرس ثوبًا حريريًا ضيقًا مصنوعًا من الكتان شبه الشفاف ترتديه النساء في مصر القديمة، سواء في البلاط الملكي أو الطبقة العليا، بين الفلاحين والحرفيين. تطور الفستان إلى رداء أو سترة بسيطة كان يرتديها الرجال أيضًا، غالبًا ما يكون على الجزء الخارجي من الشنديت، وهو مئزر المصريين الأبيض، وتحت رداء الكتف الرقيق.

## الاسم
حصل كلاسيرس المصريون القدماء على اسمه بفضل المؤرخ اليوناني القديم هيرودوت، الذي أشار في كتابه إلى « التاريخ»:
يرتدي المصريون خيتونات كتان مزينة على طول الحاشية بأهداب تسمى «كلاسيريس» على أجسادهم. فوق هذه القمصان، يرتدون عباءات صوفية بيضاء في عباءة.
لم يذكر هيرودوت من يسمي هذه الملابس بهذه الطريقة، ولهذا سمع هذا الاسم من  اليونانيين الذين عاشوا في مصر.

## التاريخ

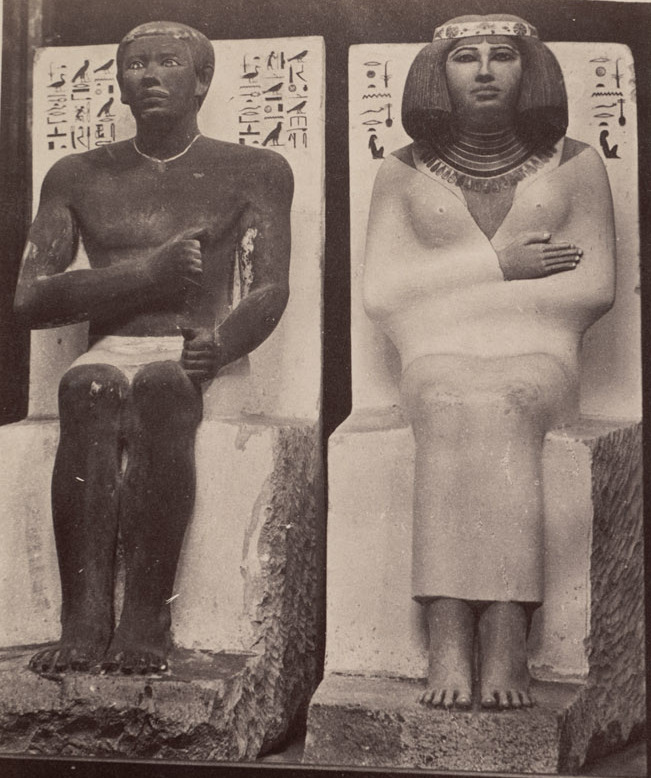
تمثال بورتريه للأمير رع حتب يرتدي شنديت (مئزر) والأميرة نفر تي ترتدي كلاسيريس (فستان ضيق من الكتان الرقيق). من الأسرة المصرية الرابعة.

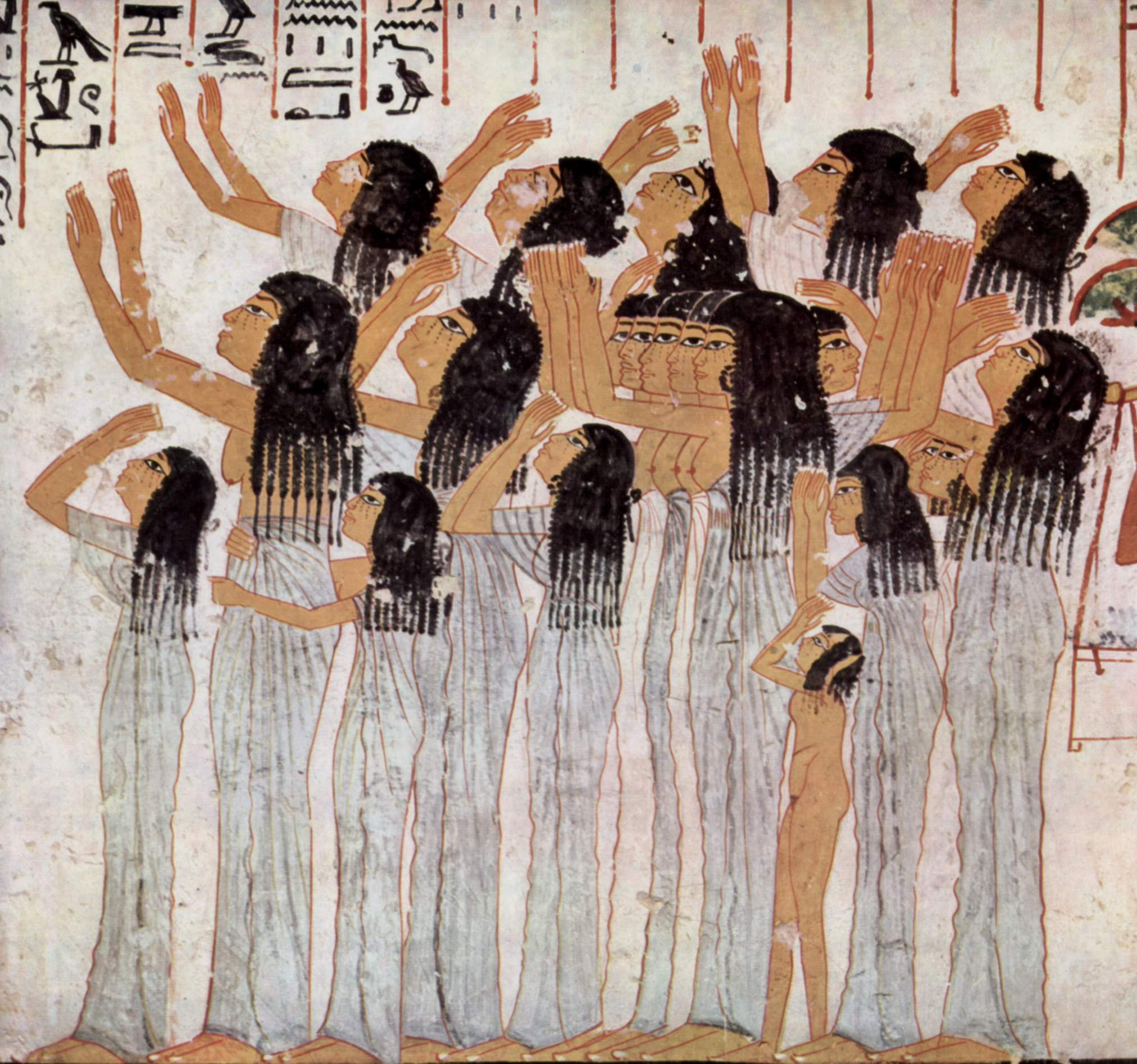
النساء المصريات يبكين في الفساتين الرمادية ، ذات الثنيات (أو المطوية فقط) التي تصل تحت الثديين (بعضها له شال كتف). من قبر رع مس.

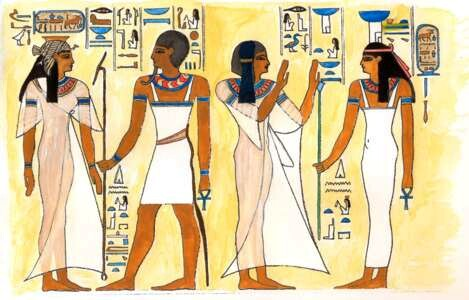
الملكة بنت عنتا ، ابنة رمسيس الثاني (1303-1213 قبل الميلاد) تم تصويرها أمام إله ذكر، مع ابنتها (بقصة شعر عريضة على جانب الرأس) أمام الإلهة نفتيس. جدارية من أنقاض بوادي الملكات بالقرب من الأقصر.

كان كلاسيريس، وهو ثوب بسيط مصنوع من الكتان الرقيق، هو الثوب السائد للنساء في مصر القديمة. يُعرف الثوب من أقدم الصور في المملكة المصرية القديمة حوالي 2700 قبل الميلاد. حتى نهاية الإمبراطورية المصرية تقريبًا. كان الفستان ضيقًا وأنبوبيًا، وربما تم خياطته معًا من جانب واحد إلى تنورة رفيعة تمتد من الكاحلين حتى الصدر تحت الإبطين وتم رفعه بحزام كتف مثبتين خلف الرقبة، ومقابلان من الأمام وتعرض الثديين. كان لدى الموديلات الأخرى شريط واحد على كتف واحد، لكنها لا تزال تتشكل. ومع ذلك، كان الفستان عادةً ملفوفًا بطرق مختلفة بقطعة قماش كبيرة مربعة. في النهاية، تم ربط أردية خفيفة تشبه الحجاب إلى صدره. أصبحت الكلاسيريس في أصناف مختلفة مثل المعاطف الدافئة والشفافة شائعة أيضًا للرجال حوالي 1500 قبل الميلاد، بعد التأثير من الشرق. يمكن أن تحتوي المعاطف أيضًا على حافة هامش أو بألوان أخرى غير أبيض.
| |  |  |
| مزارعون في مصر القديمة يرتدون ملابس عادية ويقدمون القرابين. النساء لديهن كلاسيريس ضيق مع حزام كتف واحد ، الرجل مجرد مئزر عملية ، معقود ، كلها من الكتان. جدارية من قبر أمنمحات ، ضابط كبير في عهد تحتمس الثالث حوالي 1500-1450 ق.م، وزوجان متزوجان يحصدان ورق البردى ، وهي على نطاق واسع ، ربما طوى كلاسيريس بأهداب ، وهو يرتدي شنديت (مئزر) طويل ومفصل ، ربما مع الشعر المستعار ، تقريبًا. 1200-1000 ق جدارية من مقبرة سنوتيم في دير المدينة |  |  |

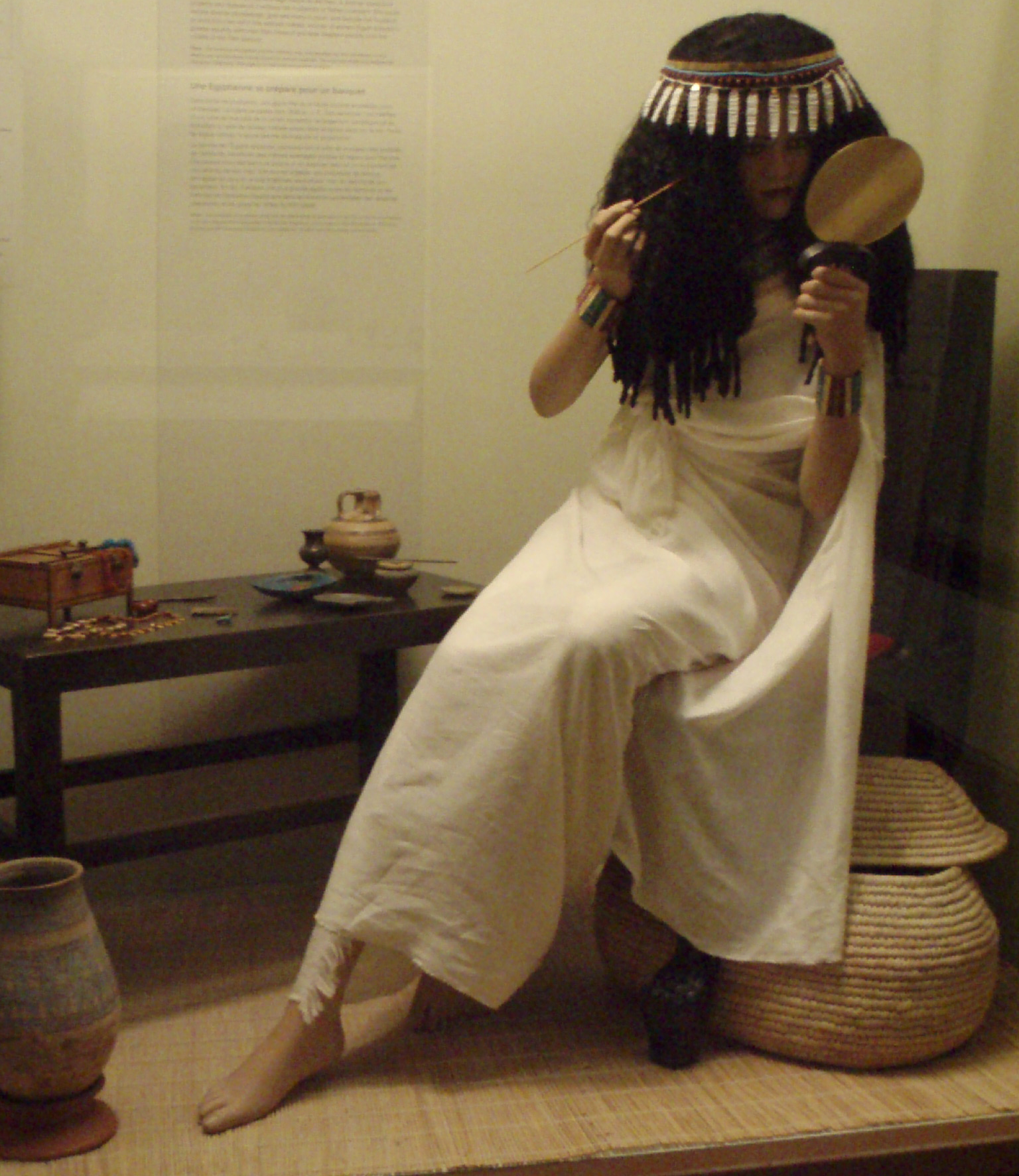
الكلاسيريس المعاد بناؤه مع حافة هامشية. يتم ربط عباءة رقيقة على الكتفين. بخلاف ذلك ، شعر مستعار ثقيل بزخارف شعر على شكل تاج ، ومرآة يد مصقولة ومكياج ، كلها من الطراز المصري القديم. معرض بمتحف أونتاريو الملكي بكندا.

بسبب المناخ الحار، ارتدى المصريون ملابس جيدة التهوية وخفيفة. كانت الحضارة المصرية القديمة تقليدية ومحافظة للغاية، وتغيرت الأزياء كثيرًا على مدار ألفي عام من التاريخ الممتد من المملكة المصرية القديمة (حوالي 2686-2181 قبل الميلاد). إلى المملكة الحديثة (حوالي 1550-1077 قبل الميلاد). على عكس  السترات و المعاطف و السراويل المصممة في بلاد فارس والهند والصين، كانت ملابس المصريين القدماء، مثل ملابس الإغريق والرومان، ملفوفة إلى حد كبير حول الجسد. كانت تتألف بشكل أساسي من التنانير والعباءات الخفيفة التي كانت تُربط معًا أو تُثبّت في مكانها بواسطة الأحزمة والياقات والشرابات. حدث تطور خلال الإمبراطورية المصرية، أصبحت الملابس الأخرى تدريجياً أكثر تفصيلاً. خلال المملكة الوسطى (حوالي 2055-1650 قبل الميلاد) طورت ببطء ولكن بثبات عباءة كانت تلبس فوق الكتفين، وتجمع في عقدة على الصدر وتستخدم مع التنورة. تألفت في النهاية من عدة ملابس غيرت الحجم واللف وتم ارتداؤها معًا أو فوق بعضها البعض. هذا ينطبق أيضا على الكلاسيريس. كان الكتان هو المادة الأكثر شيوعًا، وغالبًا ما يتم نسجه في نسيج ناعم وشفاف تقريبًا.

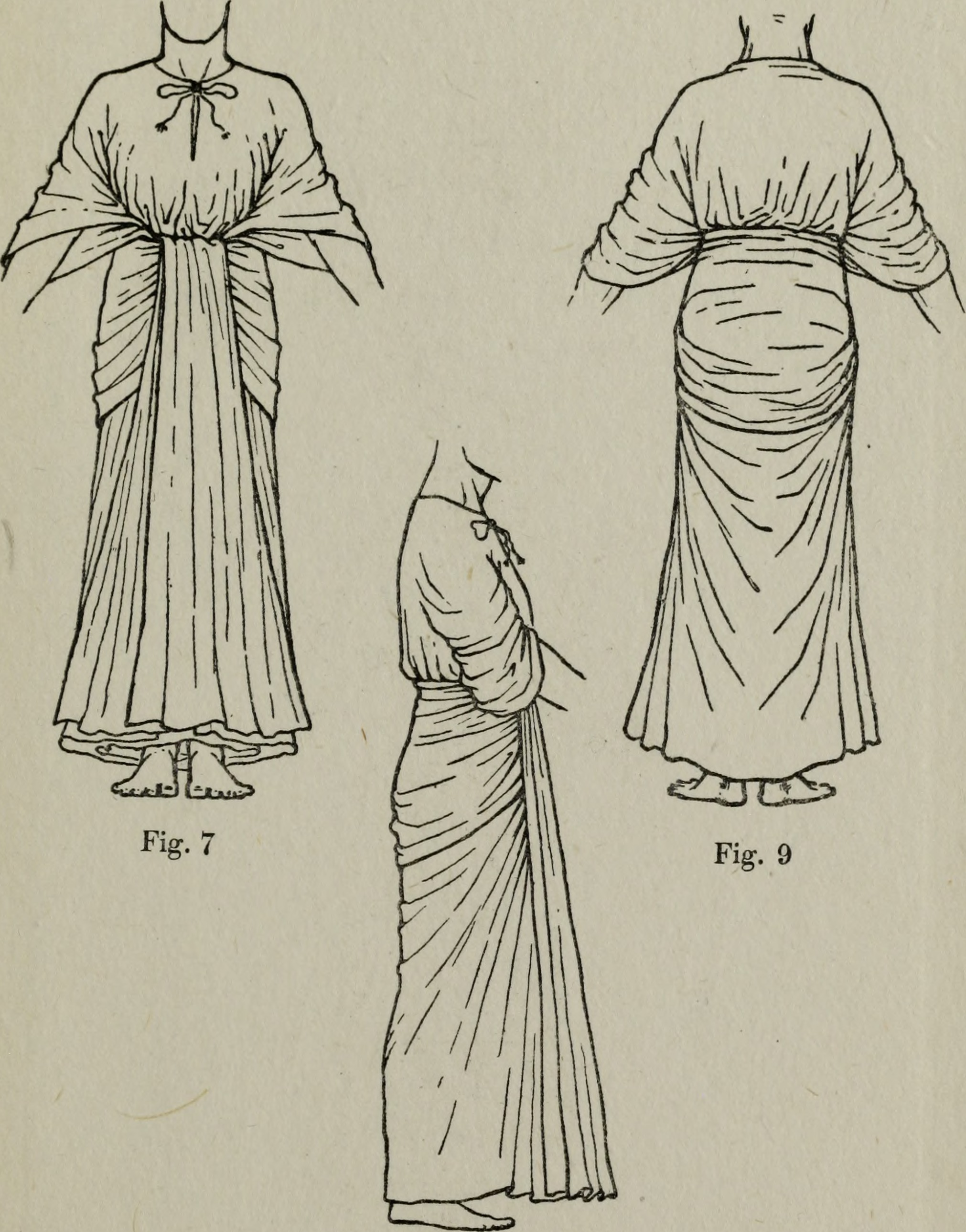
الأزياء والديكورات المصرية القديمة والآشورية والفارسية" (1920)
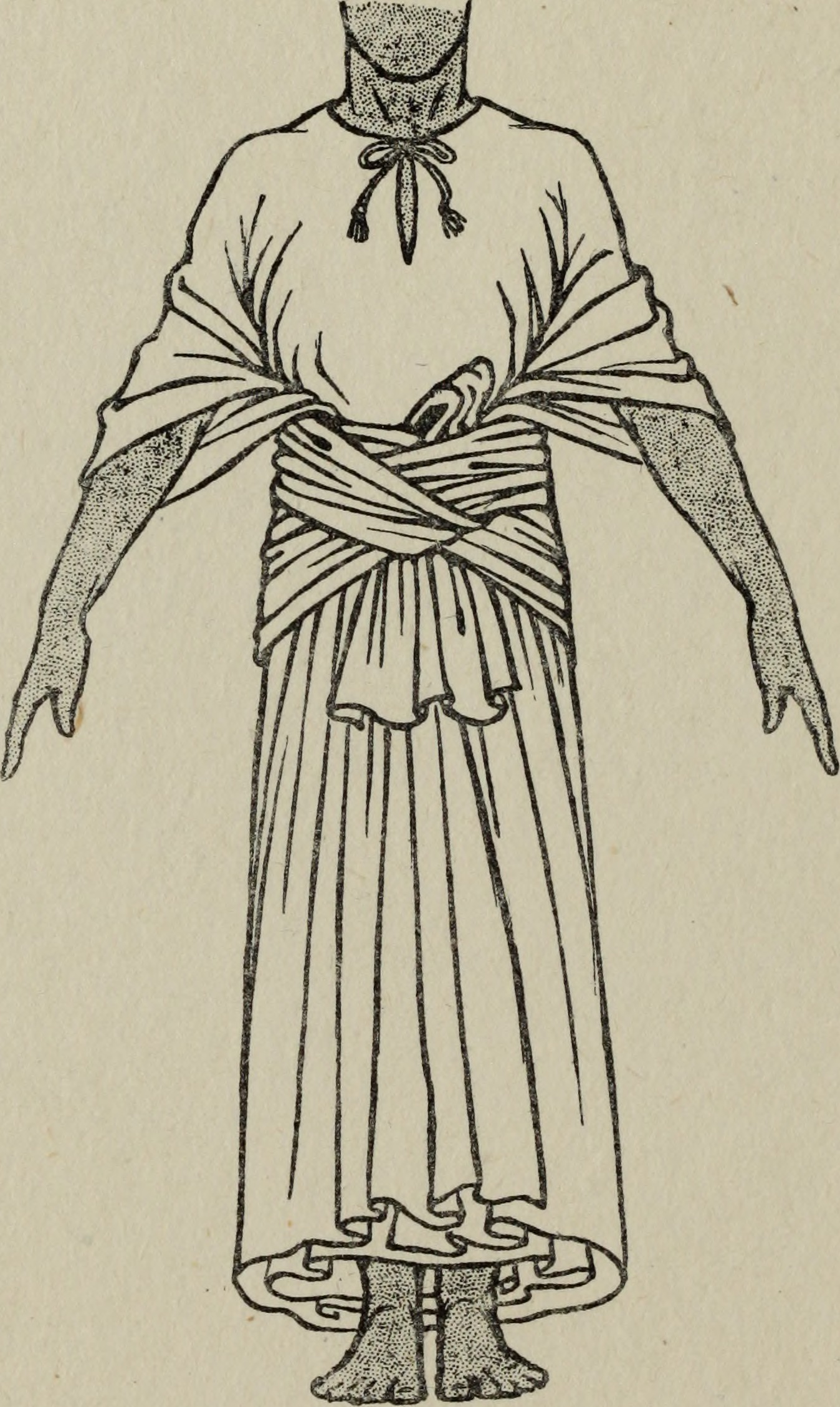
الأزياء والديكورات المصرية القديمة والآشورية والفارسية" (1920)
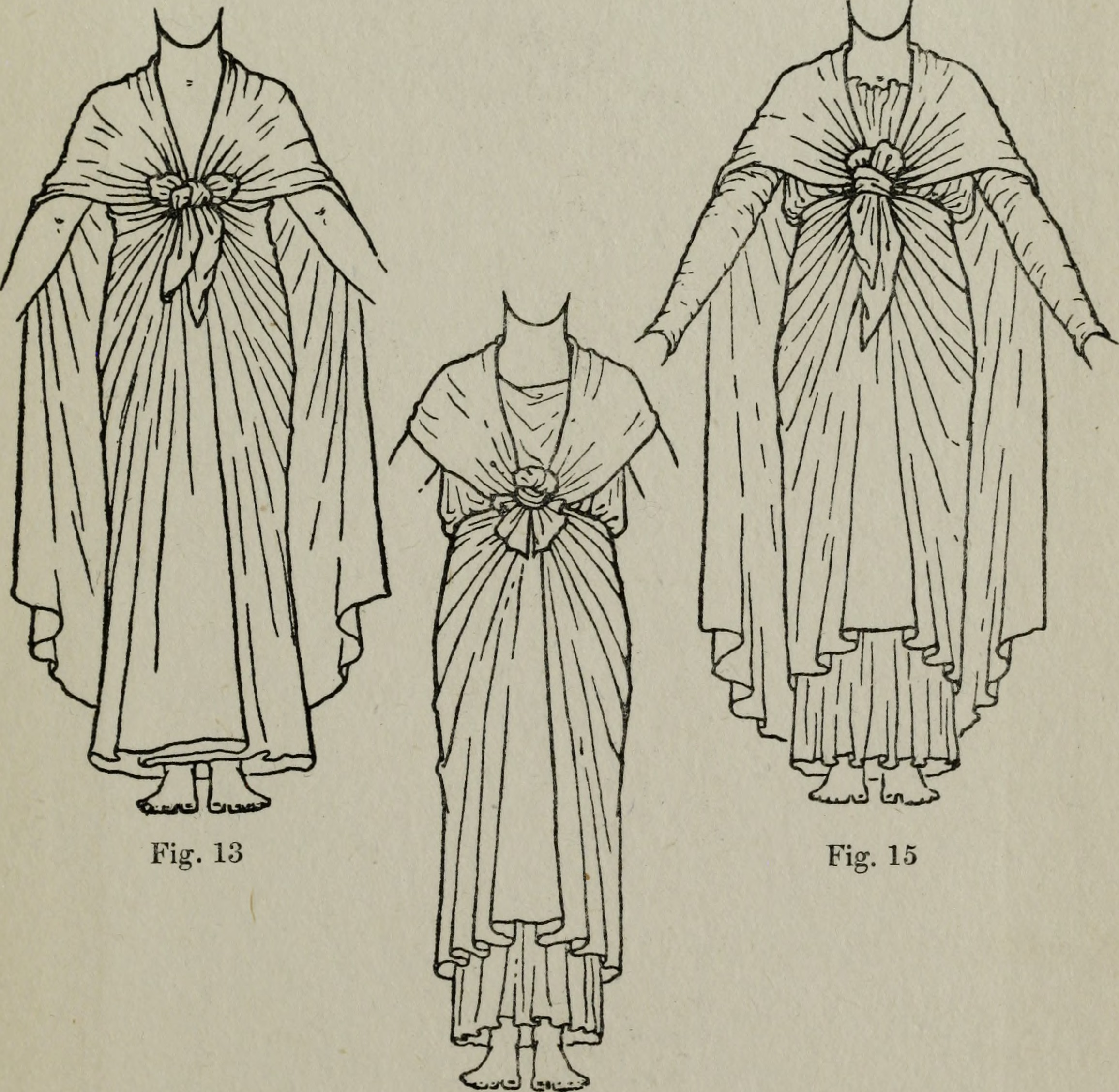
الأزياء والديكورات المصرية القديمة والآشورية والفارسية" (1920)

## روابط خارجية
- حول الكلاسيريس وأزياء الملابس المصرية القديمة الأخرى (بالإنجليزية)
- حول الكلاسيريس وأزياء الملابس المصرية القديمة الأخرى (بالإنجليزية)
- حول الجمارك المصرية وغيرها (بالإسبانية)